# Кишинёвское такси

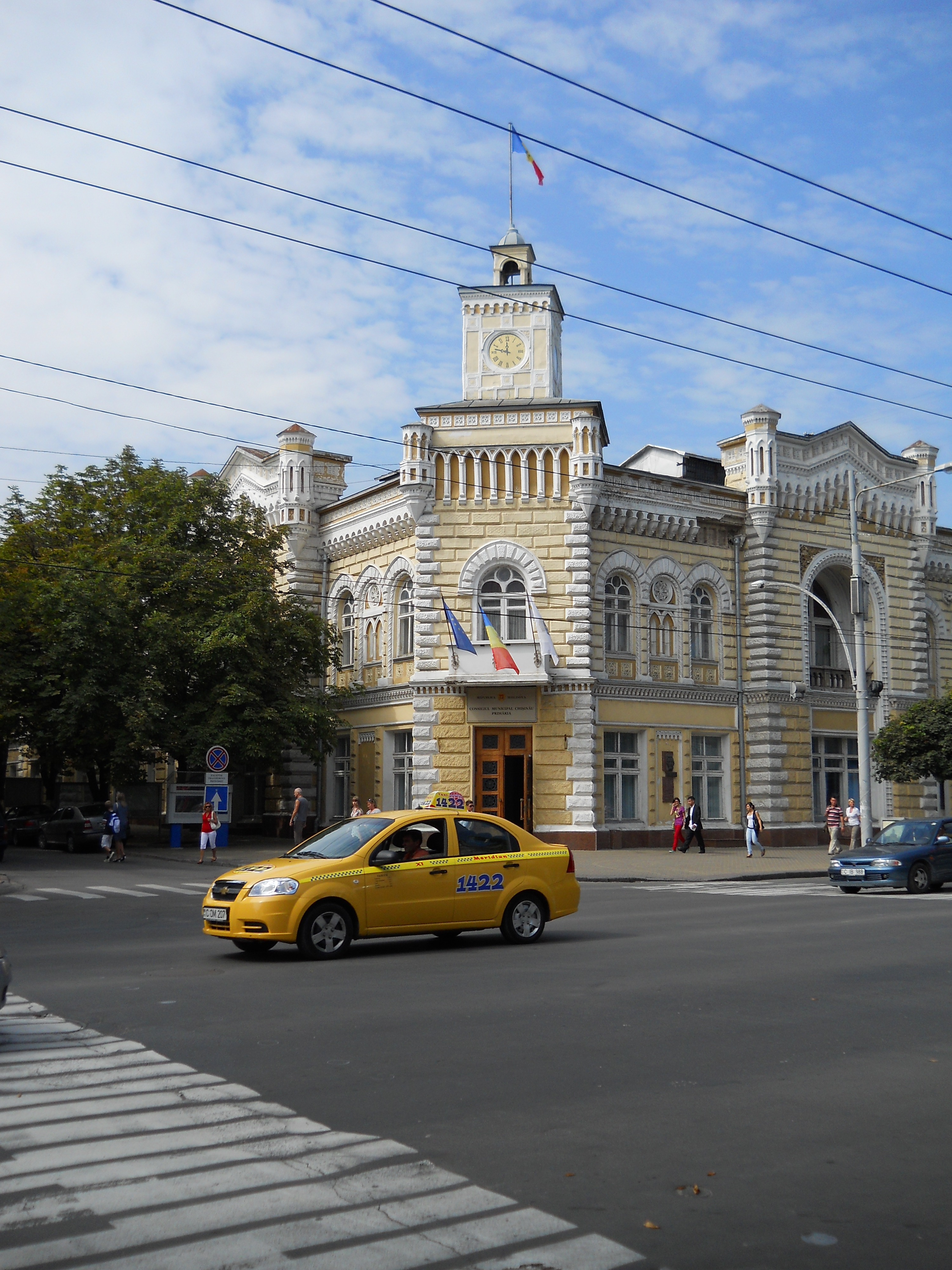
Машина такси напротив здания примэрии Кишинёва

Кишинёвское такси — средство общественного транспорта Кишинёва, служащее для перевозки пассажиров и грузов в любую указанную точку города и для пригородного сообщения. В настоящее время в Кишинёве действует развитая система служб такси.

## История

### XIX век
История частного извоза в Кишинёве началась задолго до появления в городе автомобилей с шашечками на борту. В XIX веке в Кишинёве работали большое количество извозчиков, о чём свидетельствуют воспоминания жителей того исторического периода. Частные извозчики возили покупателей на открывшийся в 1855 году первый в городе Ильинский рынок. Особенно много их дежурило на железнодорожном вокзале города, о том, что скоро прибудет поезд, можно было узнать сразу, поскольку экипажи извозчиков выстраивались в очередь за пассажирами.. Парные извозчики у местного населения носили название «Фаэтонщики».

### Первая половина XX века
В начале XX века извозчиков в городе было много, ремесло извозчика было популярным среди еврейского населения города. Об этом в начале века писал Владимир Короленко.
В начале века у кишинёвских извозчиков уже были свои номера, по которым можно было определить владельца экипаж. Плата за проезд у извозчиков равнялась 50 копейкам.
Как известно, первая служба такси появилась в Штутгарте в 1897 году. Через 12 лет после этого события в Кишинёве была предпринята попытка организовать городские пассажирские перевозки с помощью личных автомобилей. Подобной деятельностью занимался кишинёвский спортсмен и автолюбитель М. Ф. Суручан, бывший в Бессарабии крупным землевладельцем. Никаких «шашечек» и особой расцветки у этих автомобилей не было. Суручан построил в Кишиневе автомобильный гараж, став после этого организатором регулярных автомобильных пассажирских рейсов между Кишинёвом и пригородами. Если верить заметке «Автомобильное сообщение Кишинев — Костюжены», которая появилась в журнале «Спорт и наука» в 1909 году, Суручан первым в Российской Империи занялся подобным видом деятельности. В находящейся недалеко от Кишинёва Одессе не было на то время организовано ничего подобного, несмотря на то, что количество автомобилей в этом городе было большим, чем в Кишинёве. Также в Кишинёве стараниями Суручана появились и первые автобусы. Это привело к жесткой конкуренции с извозчиками за рынок пассажирских услуг. В качестве подвижного состава первого кишинёвского такси использовались легковые автомобили «Берлиет» и «Де Дион Боутон».

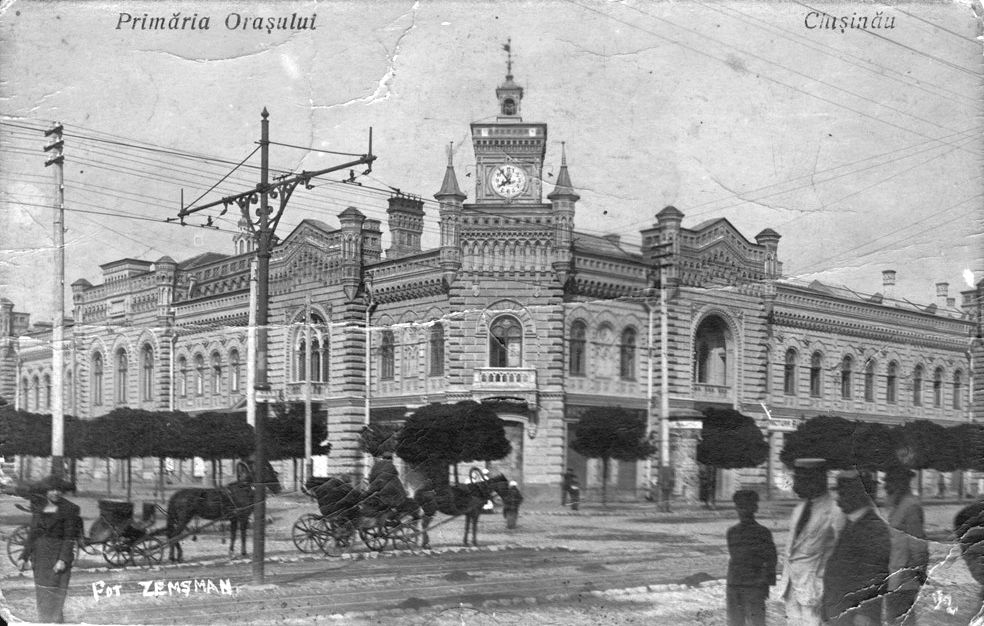
Извозчики около здания Примэрии, 1930-е годы

В период румынской оккупации объёмы перевозок пассажиров в Кишинёве заметно упали. В литературе того времени есть свидетельства, как извозчиков можно было долго ждать на пустынных улицах города.
В книге Руфина Гордина «Рассказы о Заикине» рассказывается о том, как побывавший в 1930 году в Кишинёве певец Фёдор Иванович Шаляпин говорил своему собеседнику, что именно кишинёвские извозчики говорят ему о том, что город остался российским.
После возвращения Бессарабии в состав СССР в городе общественный транспорт был представлен только трамваями и извозчиками.

### Советское время
После освобождения Бессарабии от румынской оккупации, в 1949 году, одновременно с появлением на городских улицах троллейбуса, началась история легкового такси Кишинёва. Город обслуживал таксомоторный парк, основанный в том же 1949 году. Основной машиной для использования в качестве такси в советское время в городе служили автомобили «Волга». В 1973 году для таксомоторного парка построено здание на улице Куйбышева, нынешней улице Каля Ешилор. В настоящее время в этом здании располагаются фирма «TAXI SERVICE», которая занимается ремонтом и сервисным обслуживанием подвижного состава, а также компания «TAXI PARK» (служба такси 1407), которая занимается перевозкой пассажиров.
В 1970 году была построена центральная диспетчерская таксомоторного парка на углу улиц Болгарской и 31 августа 1989. В ней была установлена радиосистема «Гранит». 50 машин такси оборудовали средствами радиосвязи, радиус действия которых был около 50 километров.
В 1977 году парк машин городского такси Кишинёва составлял 570 автомобилей. В 1983 году в городе работали уже 650 автомобилей такси. 76 машин такси было радиофицированными. В городе работали 30 стоянок такси.
В 1987 году в городе появились первые со времени установления советской власти частные таксомоторы. Было создано «Бюро таксомоторных услуг», которое разрешало участвующим в его деятельности водителям заниматься частным извозом в нерабочее время. У каждого водителя было особое выделенное ему «время действия». график работы был установлен следующий: в рабочие дни — не больше 4 часов, в выходные дни — не больше 8. За час работы бюро взимало со своих членов один рубль. Тариф на поездки для пассажиров был таким же, как в государственном такси того времени: за 1 км платили 20 копеек, посадка обходилась в те же 20 копеек. Час простоя с клиентом обходился пассажиру в 2 рубля. Расстояние маршрута таксист определял по спидометру.

### Современное состояние
В настоящее время[какое?] городские перевозки осуществляют несколько частных таксомоторных компаний. Существуют в городе и службы грузового такси. В 2007 году лицензию на частный извоз в Кишинёве имели 28 фирм. Единого цвета машин такси в Кишинёве нет. Каждое транспортное предприятие выкрашивает автомобили в свои фирменные расцветки (например, у службы такси 1407 цвета автомобилей жёлтые). В 2010 году МВД республики Молдова предложило таксомоторным компаниям города установить единую расцветку для всех машин такси и ввести единую форму для таксистов. Также было предложено отгородить задние сидения автомобилей перегородкой. Эта новость, появившуюся в СМИ, позже была опровергнута представителями МВД Молдовы.
По состоянию на 2011 год услуги такси в столице Молдовы предоставляли 14 таксомоторных компаний. В апреле 2011 года эти компании были подвергнуты проверке со стороны МВД, Лицензионной палаты и Главной государственной налоговой инспекции. Поводом послужил рост числа дорожно-транспортных происшествий и нарушений правил дорожного движениями водителями, работающими в таксомоторных компаниях города. 7 таксомоторных предприятий Кишинёва могут быть[когда?] подвергнуты санкциям. Выявлены как низкий уровень дорожной дисциплины водителей, так и несвоевременное прохождение техосмотра автомобилей, отсутствие в машинах обязательных по закону таксометров, непрофессионализм кадровых работников предприятий, уклоняющихся от отбора водителей по профессиональным качествам.

## Стоимость проезда
Стоимость проезда по городскому району составляет приблизительно 25 леев. У разных компаний она может отличаться. Поездка в другой район города обходится пассажиру от 35 до 60 леев. Поездки в аэропорт тарифицируются отдельно и составляют от 80 до 120 леев (из аэропорта в город поездка обходится дороже).
В 2010 году интернет-служба сравнения цен на путешествия «Price of Travel» из США опубликовала рейтинг самых дешевых и дорогих служб такси, для сравнения взяв тарифы на проезд в 72 крупных городах мира. Представители прессы, опубликовавшие данные рейтинга, сравнили мировые тарифы с кишинёвскими. В результате сравнения кишинёвское такси оказалось на одном из последних мест в мире по стоимости проезда (ниже кишинёвских расценок тарифы оказались только в Дели (Индия) и Каире (Египет)).

## Вызов такси
Вызов такси осуществляется по телефону или Интернету. Телефонные номера всех служб вызова такси в Кишинёве пятизначные, начинаются с цифры 14.